# Glaspalast (Monachium)
Pałac Szklany w Monachium (niem. Glaspalast) – istniejący w latach 1854–1931 pałac wystawowy w Monachium, wzorowany na Crystal Palace w Londynie.
Pałac miał charakter wydłużonej prostokątnej bryły, mieszczącej pięć małych hal i dwie wielkie hale. Budowla miała 234 metry długości, 67 metrów szerokości i wysokość 25 metrów.

## Historia
Budowa Pałacu Szklanego została zapoczątkowana 31 grudnia 1853, a zakończona 7 czerwca 1854. W okresie zaledwie sześciu miesięcy dokonano instalacji 37 000 okien. Cała struktura budowli opierała się na szkle i żeliwie, prawie całkowicie wyeliminowano elementy betonu i cegły. Koszt budowy wyniósł ok. 800 000 guldenów. W 1882 roku zostało wprowadzone oświetlenie elektryczne dla potrzeb Międzynarodowej Wystawy Elektronicznej, w późniejszym czasie odbywały się tutaj wystawy florystyczne, artystyczne i spotkania z ważnymi osobistościami.
W dniach 22–24 września 1871 odbywał się tutaj Kongres katolików w Monachium – pierwsze generalne i formalne spotkanie przedstawicieli ruchów starokatolickich, mające dać przyczynek do powstania niezależnych krajowych kościołów katolickich.
6 czerwca 1931 w Pałacu Szklanym wybuchł pożar, alarm uruchomiono o godzinie 3:30 rano. Za przyczynę pożaru uznano samozapłon, ale śledztwo dowiodło, że było to podpalenie. Pożar całkowicie pochłonął konstrukcję, a także znajdującą się wewnątrz wystawę niemieckich romantyków.